# Mlancu
Mlancu is een bestuurslaag in het regentschap Kediri van de provincie Oost-Java, Indonesië. Mlancu telt 4523 inwoners (volkstelling 2010).